# Artère palpébrale médiale
Les artères palpébrales médiales (ou artères palpébrales internes) sont des deux artères systémiques de la tête, une supérieure et une inférieure. Elles vascularisent les paupières.

## Origine
Les artères palpébrales médiales proviennent de l'artère ophtalmique près de ses branches terminales qui naissent au niveau de la trochlée du muscle oblique supérieur.

## Trajet
Les artères palpébrales médiales quittent l'orbite pour encercler les paupières près de leurs bords libres, formant une arcade palpébrale supérieure et une arcade palpébrale inférieure, qui se situent entre l'orbiculaire de l’œil et le tarse.
L'arc palpébrale supérieure s'anastomose, à l'angle latéral de l'orbite, avec la branche zygomatico-orbitale de l'artère temporale moyenne et avec la partie supérieure des deux branches palpébrales latérales de l'artère lacrymale.
L'arc palpébrale inférieure, à l'angle latéral de l'orbite, s'anastomose avec : 
- la partie inférieure des deux branches palpébrales latérales de l'artère lacrymale
- l'artère faciale transversale
- une branche de l'artère angulaire à la partie médiale de la paupière

Une branche de ces dernières anastomoses passe dans le canal nasolacrymal, se ramifiant dans sa muqueuse, jusqu'au méat inférieur de la cavité nasale.

## Galerie

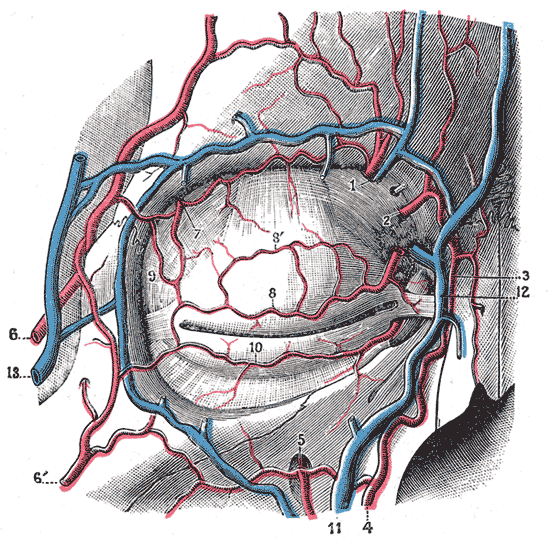
Les vaisseaux sanguins des paupières, vue de face.